# Saga (шаблон проєктування)
Saga — патерн проєктування, який дозволяє координувати транзакції здійснені до різних баз даних у вигляді однієї операції.

## Проблема
Необхідно виконати декілька транзакцій до різних баз даних у вигляді єдиної операції.

## Вирішення
Виконувати транзакції одна за одною, та в разі невдачі хоч однієї скасувати усі попередні.

## Опис

### Хореографія
Кожний вузол здійснює транзакцію та публікує повідомлення, яке запускає транзакції в інших вузлах.
1. Вузол № 1 здійснює транзакцію та публікує повідомлення про її успішність.
2. Вузол № 2 отримує повідомлення про завершення операції у вузлі № 1 та здійснює транзакцію. Після чого публікує повідомлення про її успішність.
  1. Якщо під час транзакції відбулась помилка, вузол № 1 скасовує транзакцію.
3. Вузол № 3 отримує повідомлення про успішне завершення операції у вузлі № 2 та здійснює транзакцію. Після чого публікує повідомлення про її успішність.
  1. Якщо під час транзакції відбулась помилка, вузол № 2 скасовує транзакцію.
  2. Вузол № 1 отримує повідомлення про скасування транзакції від вузла № 2 (або про помилку виконання у вузлі № 3) і також скасовує транзакцію.

### Оркестрація
1. Координатор по черзі надсилає запит на здійснення транзакції кожному вузлу.
2. Якщо хоч один вузол відповідає про помилку здійснення транзакції, координатор у зворотному порядку надсилає запити про скасування транзакції усім вузлам.

## Недоліки
- Складність реалізації компенсаційних транзакцій. Порядок кроків при скасуванні транзакції не завжди дзеркальний початковій операції. Також при скасуванні транзакції варто враховувати, що дані могли бути змінені іншими транзакціями.